# Bayan (Heilige Schrift)

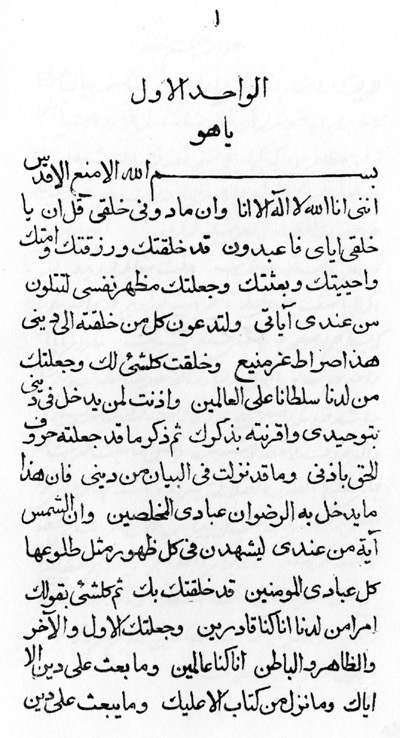
Der arabische Bayan aus der Feder des Bab

Bayan (arabisch: „Erklärung“) ist ein Begriff aus den Schriften des Bab, der sowohl den Persischen wie den Arabischen Bayan bezeichnen kann. Der Bab verwendet ihn aber auch als Oberbegriff für sein gesamtes Schrifttum.
In der persischen Festung Maku (1847 oder 1848) begann der Bab, den Persischen Bayan zusammenzustellen, der etwa 8.000 Verse umfasst und in neun Sektionen unterteilt ist, die Vahids (arabisch „Einheiten“) genannt werden. Jedes Vahid enthält 19 Abschnitte mit Ausnahme des letzten mit zehn Abschnitten. Zu Beginn jedes Abschnitts wird eine arabische Zusammenfassung des persischen Textes gegeben. Das Werk legt den Sinn und die Bedeutung von eschatologischen Begriffen wie Paradies, Hölle, Tod, Auferstehung, Wiederkunft, „die Waage“, „die Stunde“ und das jüngste Gericht aus und zeigt auf, wie diese durch sein eigenes Erscheinen erfüllt wurden. In diesem Werk legt der Bab auch die Gesetze seiner neuen Religion nieder und hebt damit die Gesetze des Korans bezüglich des Gebets, des Fastens, der Ehe, Ehescheidung und des Erbrechts auf. Er hält den Glauben an die prophetische Sendung Mohammeds aufrecht, so wie vor dem Bab der Prophet des Islam die Verordnungen des Evangeliums aufhob und dennoch den göttlichen Ursprung des Glaubens Jesu Christi anerkannte. Außerdem gibt es im Persischen Bayan zahlreiche Hinweise und Würdigungen, aber auch Ermahnungen hinsichtlich „Dessen, Den Gott offenbaren wird“. Dieser prophezeite Gottesoffenbarer ist nach Ansicht der Bahai Baha’u’llah, der Stifter ihrer Religion. Der Bab schreibt im Persischen Bayan: „Bis zum Tag der Auferstehung, dem Tag Dessen, den Gott offenbaren wird, ist der Bayan die unfehlbare Waage Gottes.“ Da Baha’u’llah 1873 im Kitab-i-Aqdas einige Gesetze übernommen, andere abgeändert und viele aufgehoben hat, betrachten zwar die Bahai die Schriften des Bab als heilige Texte, jedoch seine Gesetze als überholt.
Den Arabischen Bayan schrieb der Bab in den letzten Monaten seines Lebens in der persischen Festung Chihriq. Dieses Werk behandelt die gleichen Themenkomplexe wie der Persische Bayan und ist weniger umfangreich und gewichtig.